# Palais apostolique de Lorette
Le palais apostolique  se trouve sur la place de la Madone à Lorette, dans les Marches.
Il fait partie du complexe de la basilique-sanctuaire et abrite la pinacothèque qui conserve le trésor de la Santa Casa constitué de peintures, sculptures, tapisseries et majoliques du sanctuaire. Il a été constitué en grande partie par les dons des pèlerins au fil des siècles.

## Histoire
L'édifice a été conçu par l'architecte Donato Bramante, envoyé à Lorette en septembre 1507 par le pape  Jules II. Le bâtiment est pourvu de trois ailes et d'une double rangée d'arches qui devaient à l’origine entourer toute la place devant le Sainte Maison de Lorette. 
La construction a débuté par le bras nord attenant au campanile, œuvre d'Antonio da Sangallo le Jeune, et poursuivie par Giovanni Boccalini qui a achevé l’étage supérieur. 
Le chantier est très probablement arrêté faute de moyens.
En 1573, l'architecte Raniero Nerucci a sculpté le portail dans un style classique, avec des proportions élancées et un relief plein de retenue et d'élégantes ornementations. Ce portail était à l’origine destiné à la basilique, de laquelle il fut enlevé et intégré au Palais apostolique en 1580.
En 1643, le pape Urbain VIII tente en vain d'exproprier les maisons situées au sud de la place. Le travail a repris seulement avec Luigi Vanvitelli qui a complété le côté nord, qui surplombe la basilique, au XVIIIe siècle. Les travaux sont à nouveau arrêtés et restent inachevés côté sud. 
Au milieu du XVIIIe siècle et à la manière de la place de saint Pierre de Rome, les toits du Palais apostolique sont encore ornés d’une vingtaine de statues. Celles-ci ont disparu après la campagne d'Italie.
Quelques modifications auront lieu sur l’aile faisant face à la façade de la basilique, mais globalement le palais apostolique demeure aujourd’hui encore identique à ce qu’il fut il y a quatre cents ans.
Depuis 1936, le rez-de-chaussée et les sous-sols sont destinés à l'accueil des pèlerins malades arrivant par les « trains blancs ».
Les locaux de la Sainte Maison sont situés près du sanctuaire, aux étages supérieurs se trouve le musée du trésor de la Sainte Maison.

## Le musée et la galerie d'art de la Santa Casa
Le musée, composé de 28 salles, est situé aux étages supérieurs du palais apostolique et abrite le trésor de la Sainte Maison, peintures, sculptures, tapisseries et majoliques, des objets d'orfèvrerie et des meubles du sanctuaire, donnés à la Sainte Maison de Lorette au fil des siècles.

La collection de peintures présente huit œuvres de Lorenzo Lotto de la fin de sa période de maturité, presque toutes datées et peintes entre 1549 et 1556 : Baptême du Christ, Christ et la femme adultère, Saint Roch, saint Cristophe et saint Sébastien (1531), Saint Michel chassant Lucifer, Adoration des Mages, Adoration de l'Enfant, Sacrifice de Melchizédek. Le peintre s'installe définitivement à Loreto en 1554 et y meurt dans la plus grande discrétion vers 1556. Une grande et belle Cène de Simon Vouet y est également conservée qui était exposée au XVIIIe siècle dans la sixième chapelle à gauche de la basilique.

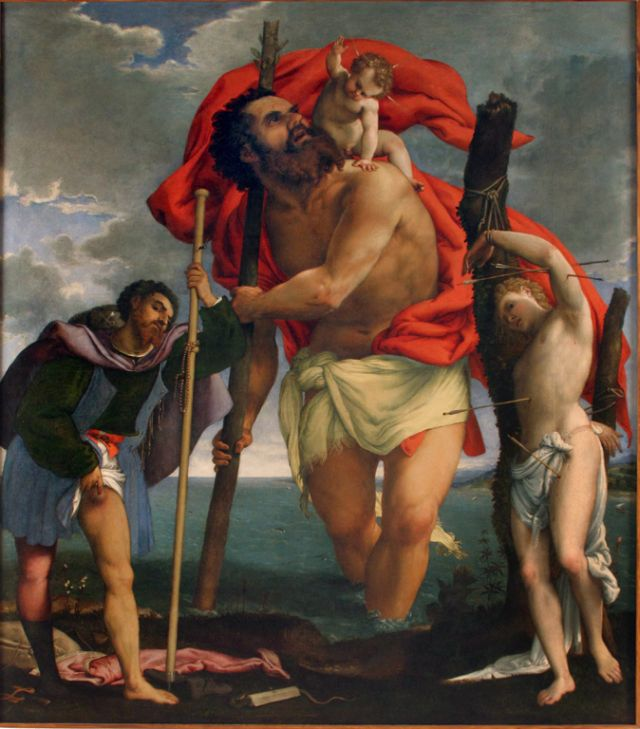
Saint Roch, saint Christophe et saint Sébastien de Lorenzo Lotto, placée de nouveau à l’intérieur de la basilique depuis le Jubilé de Lorette 2019/2020
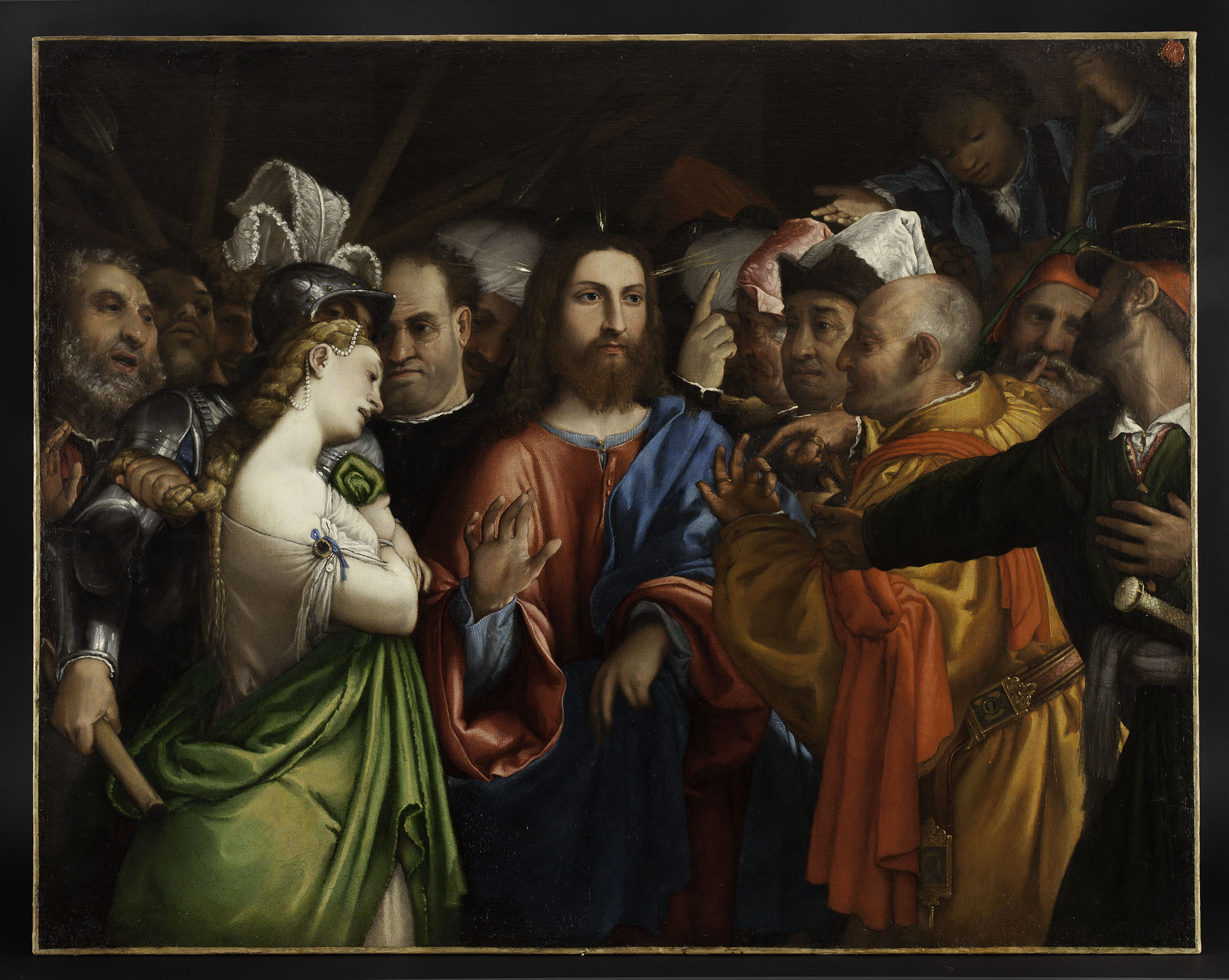
Le Christ et la Femme Adultère, Lorenzo Lotto, 2e quart du XVIe siècle, Réplique tardive de l’original ayant appartenu à Louis XIV.
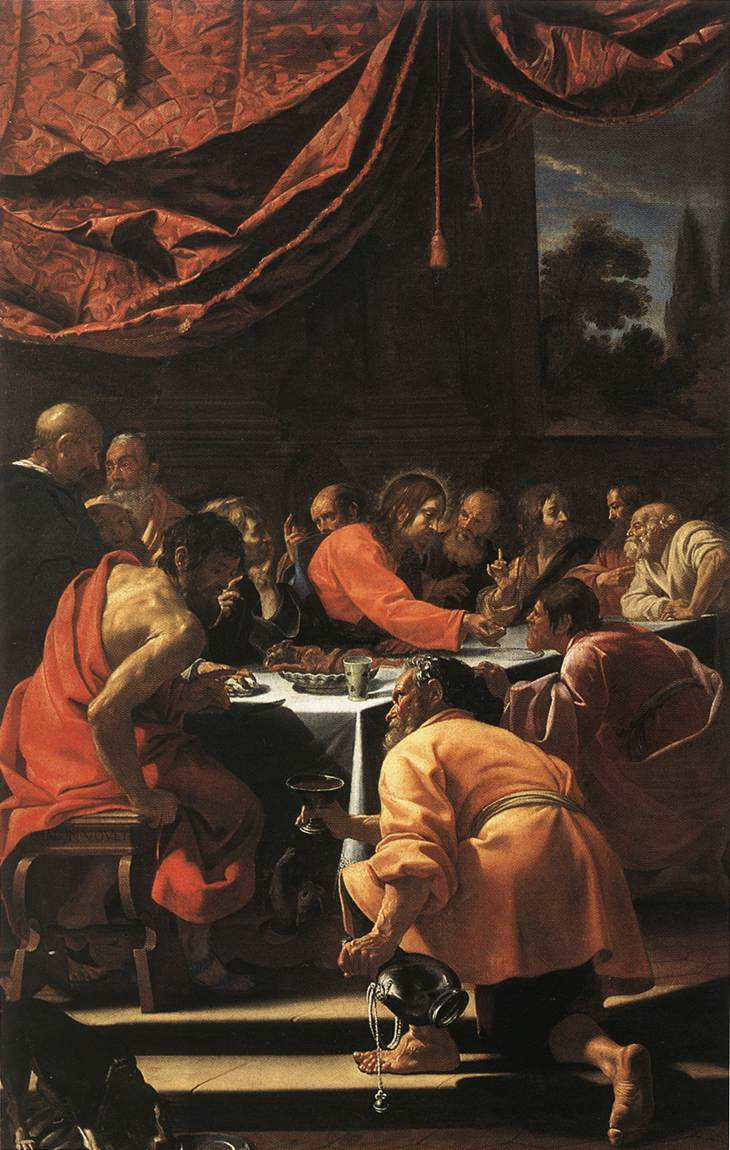
La Cène, Simon Vouet.

Le musée comporte environ 500 céramiques de bocaux pharmaceutique de la Renaissance, provenant en partie de l’atelier d'Urbino d’Orazio Fontana, données au sanctuaire par le cardinal Giulio della Rovere et dix tapisseries tissées à Bruxelles d'après des dessins de Raphaël. Parmi les œuvres de joaillerie, se trouve le précieux crucifix en argent modelé par Giambologna offert par Christine de Lorraine en 1573.

## Eléments architecturaux du Palais

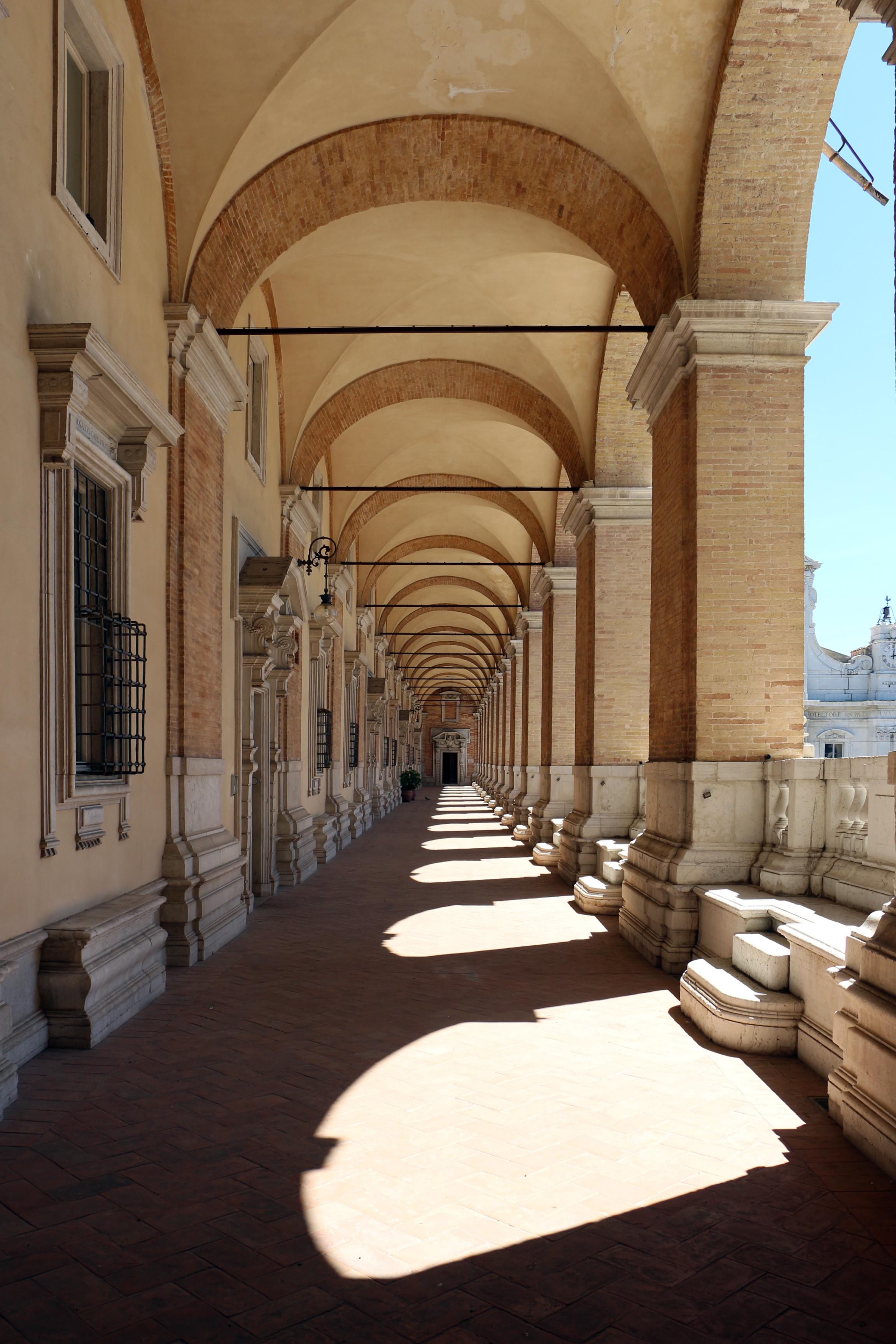
Les arcades du palais apostolique
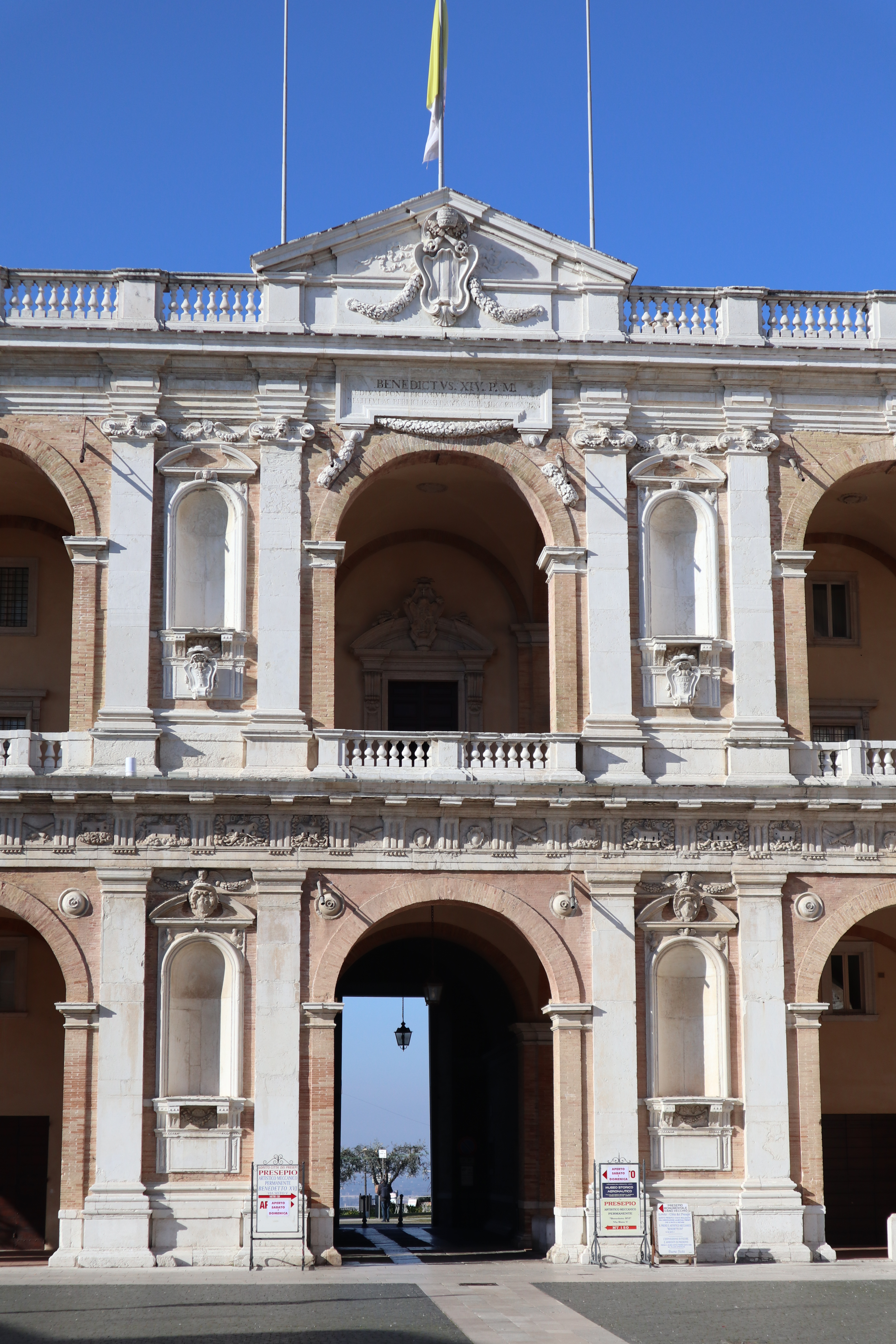
aile opposée à la façade de la basilique ouvrant sur la place Jean XXIII
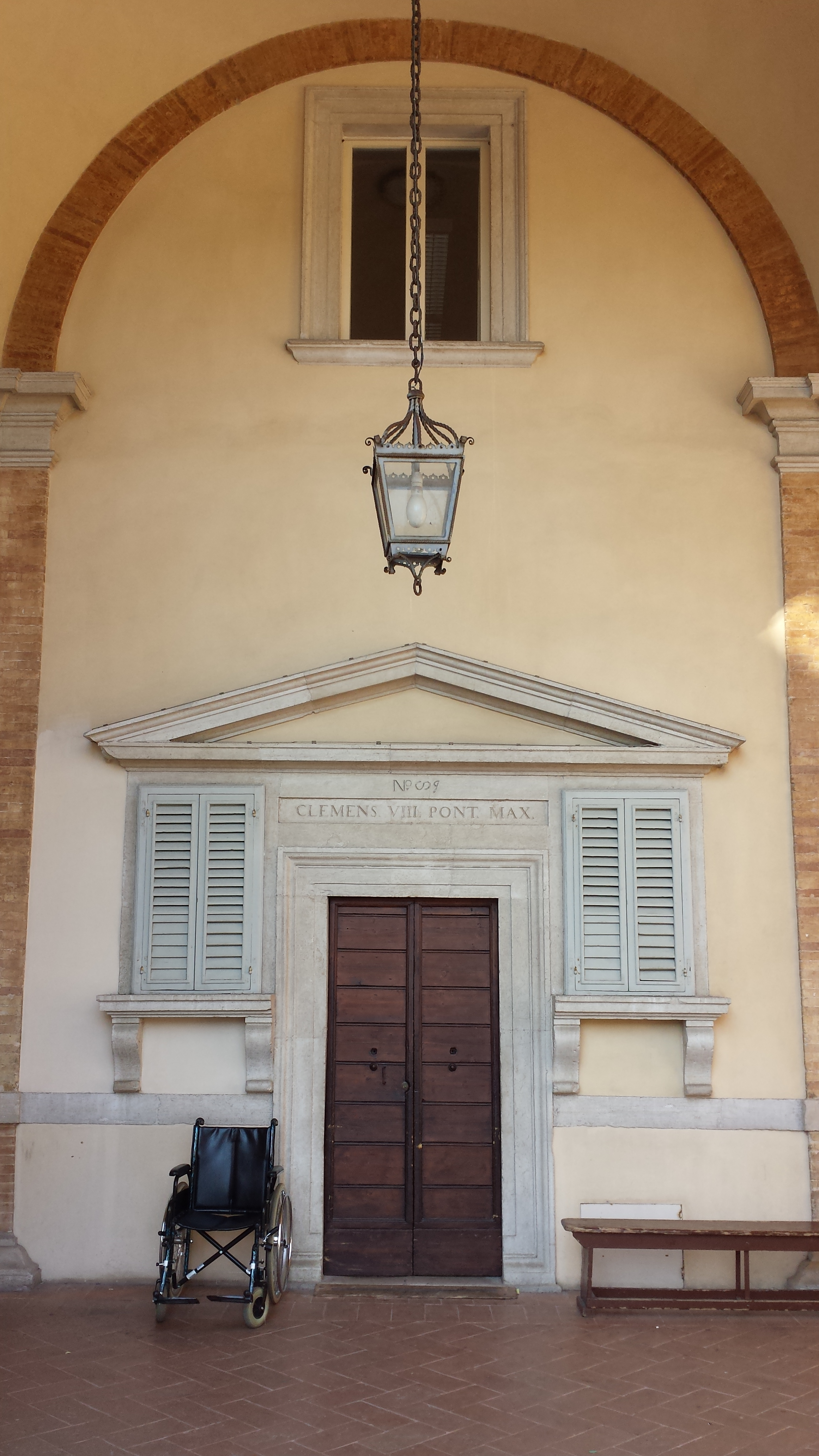
Module de porte d’entrée aux loges dessiné par Antonio da Sangallo le Jeune